# La Chapelle-d'Andaine
La Chapelle-d'Andaine és un municipi francès situat al departament de l'Orne i a la regió de Normandia. L'any 2007 tenia 1.561 habitants.

## Demografia

### Població
El 2007 la població de fet de La Chapelle-d'Andaine era de 1.561 persones. Hi havia 607 famílies de les quals 194 eren unipersonals (89 homes vivint sols i 105 dones vivint soles), 190 parelles sense fills, 203 parelles amb fills i 20 famílies monoparentals amb fills.
La població ha evolucionat segons el següent gràfic:
Habitants censats

### Habitatges
El 2007 hi havia 759 habitatges, 627 eren l'habitatge principal de la família, 87 eren segones residències i 45 estaven desocupats. 688 eren cases i 68 eren apartaments. Dels 627 habitatges principals, 453 estaven ocupats pels seus propietaris, 166 estaven llogats i ocupats pels llogaters i 8 estaven cedits a títol gratuït; 5 tenien una cambra, 53 en tenien dues, 118 en tenien tres, 174 en tenien quatre i 277 en tenien cinc o més. 430 habitatges disposaven pel capbaix d'una plaça de pàrquing. A 313 habitatges hi havia un automòbil i a 230 n'hi havia dos o més.

### Piràmide de població
La piràmide de població per edats i sexe el 2009 era:
| Homes | Edats   | Dones |
| ----- | ------- | ----- |
| 0     | 95 o +  | 8     |
| 8     | 90 a 94 | 44    |
| 20    | 85 a 89 | 20    |
| 20    | 80 a 84 | 32    |
| 36    | 75 a 79 | 40    |
| 28    | 70 a 74 | 32    |
| 36    | 65 a 69 | 40    |
| 60    | 60 a 64 | 32    |
| 44    | 55 a 59 | 44    |
| 44    | 50 a 54 | 20    |
| 52    | 45 a 49 | 48    |
| 44    | 40 a 44 | 72    |
| 52    | 35 a 39 | 40    |
| 52    | 30 a 34 | 60    |
| 60    | 25 a 29 | 44    |
| 36    | 20 a 24 | 40    |
| 76    | 15 a 19 | 52    |
| 72    | 10 a 14 | 48    |
| 36    | 5 a 9   | 32    |
| 44    | 0 a 4   | 40    |

## Economia
El 2007 la població en edat de treballar era de 925 persones, 701 eren actives i 224 eren inactives. De les 701 persones actives 652 estaven ocupades (352 homes i 300 dones) i 48 estaven aturades (21 homes i 27 dones). De les 224 persones inactives 83 estaven jubilades, 77 estaven estudiant i 64 estaven classificades com a «altres inactius».

### Ingressos
El 2009 a La Chapelle-d'Andaine hi havia 635 unitats fiscals que integraven 1.481,5 persones, la mediana anual d'ingressos fiscals per persona era de 16.717 €.

### Activitats econòmiques
Dels 72 establiments que hi havia el 2007, 1 era d'una empresa extractiva, 6 d'empreses alimentàries, 1 d'una empresa de fabricació d'elements pel transport, 3 d'empreses de fabricació d'altres productes industrials, 15 d'empreses de construcció, 14 d'empreses de comerç i reparació d'automòbils, 3 d'empreses de transport, 4 d'empreses d'hostatgeria i restauració, 4 d'empreses financeres, 1 d'una empresa immobiliària, 4 d'empreses de serveis, 12 d'entitats de l'administració pública i 4 d'empreses classificades com a «altres activitats de serveis».
Dels 28 establiments de servei als particulars que hi havia el 2009, 1 era una oficina de correu, 3 oficines bancàries, 1 funerària, 1 taller de reparació d'automòbils i de material agrícola, 1 autoescola, 2 paletes, 1 guixaire pintor, 5 fusteries, 5 lampisteries, 2 electricistes, 3 perruqueries i 3 restaurants.
Dels 10 establiments comercials que hi havia el 2009, 1 era un hipermercat, 2 fleques, 1 una fleca, 1 una peixateria, 1 una botiga d'equipament de la llar, 1 una botiga de mobles, 2 drogueries i 1 una joieria.
L'any 2000 a La Chapelle-d'Andaine hi havia 33 explotacions agrícoles que ocupaven un total de 810 hectàrees.

## Equipaments sanitaris i escolars
L'únic equipament sanitari que hi havia el 2009 era una farmàcia.
El 2009 hi havia 2 escoles elementals.

## Poblacions més properes
El següent diagrama mostra les poblacions més properes.